# Hôtel de ville d'Épernay

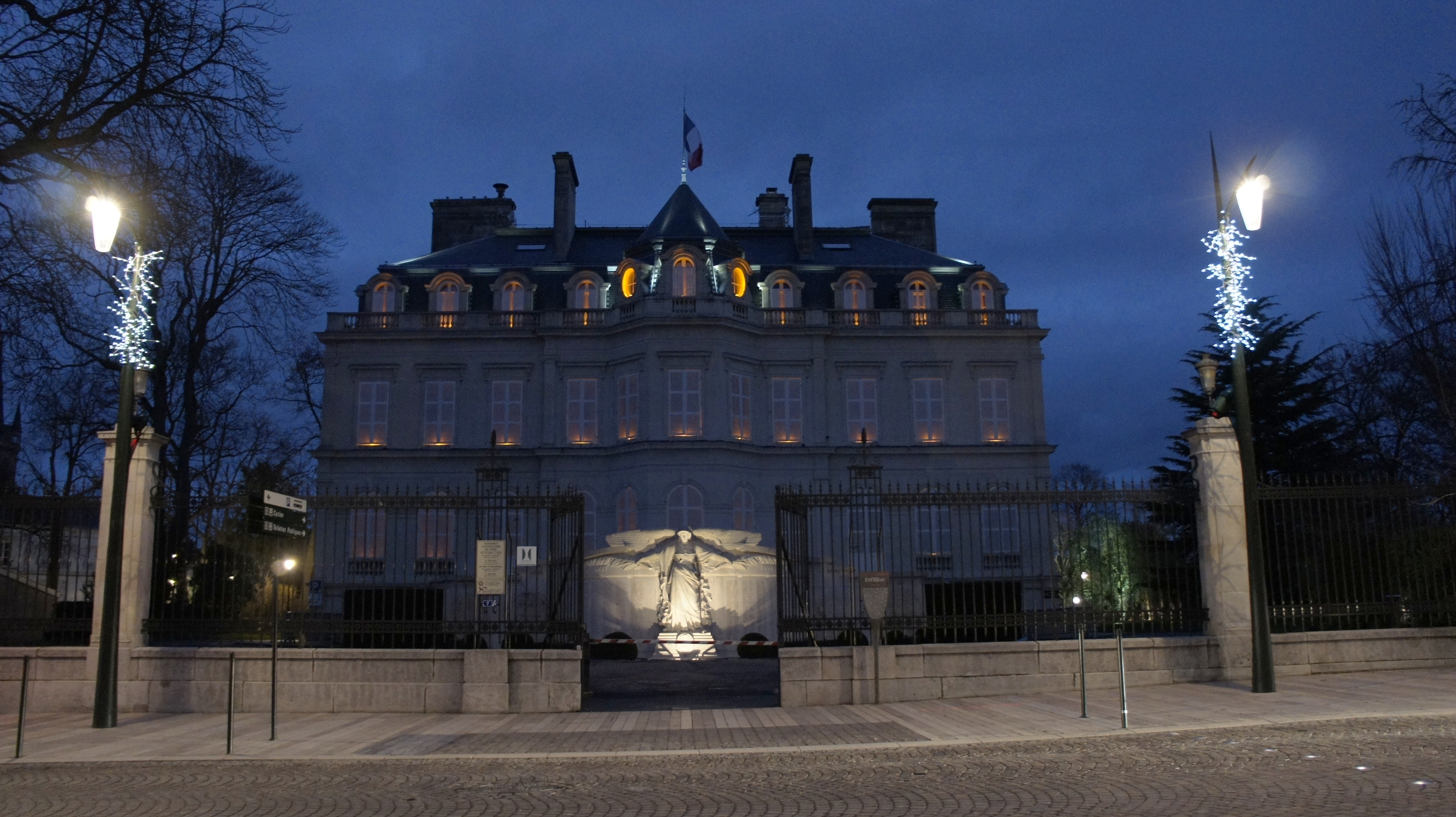
Vue de nuit depuis l'avenue de Champagne.

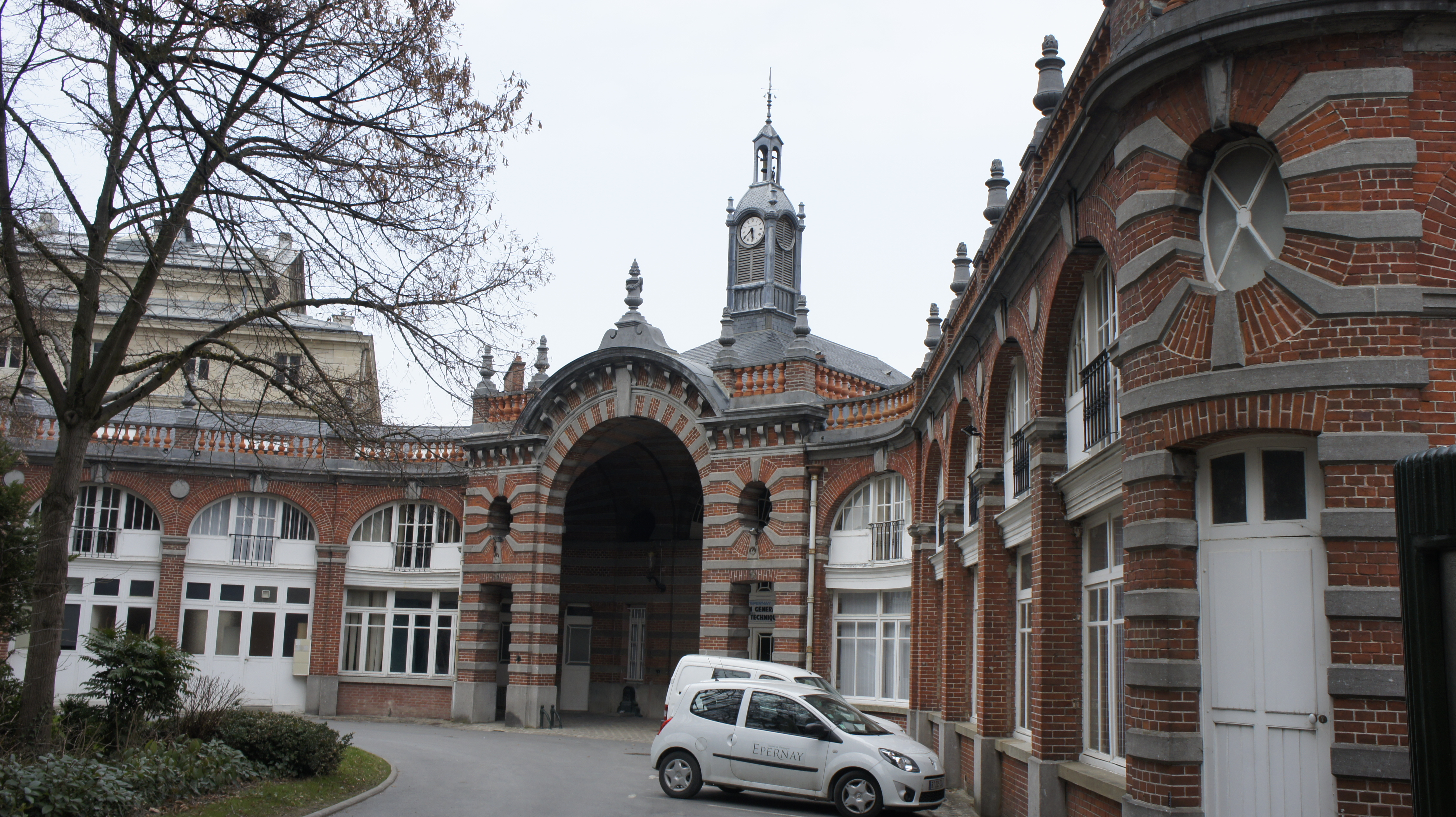
Bâtiments du jardin.

L'hôtel de ville d'Épernay, construit vers 1858 par l'architecte de la gare Montparnasse, Victor Lenoir pour la famille Auban-Moët, est cédé à la ville en 1919. Son jardin public est classé « jardin remarquable ».

## Anciens édifices
Les bâtiments de l'ancienne abbaye Saint-Martin, à l'exception de l'église, sont transformés en mairie en 1793. Au début du XXe siècle, l'état de l'église se dégrade. La décision est prise d'en construire une nouvelle ainsi qu'un nouvel hôtel de ville. Hugues Plomb, maire d'Avenay, donne 1 000 000 francs pour le construire ; la place où se trouvait l'hôtel de ville porte aujourd'hui son nom (place Hugues-Plomb). La mairie doit incorporer le portail Saint-Martin, vestige de l'ancienne église. Toutefois, la Première Guerre mondiale détruit le chantier. La famille Auban-Moët a cédé à la ville son hôtel particulier pour en faire la nouvelle mairie. Aujourd'hui encore c'est cet hôtel qui fait office d'hôtel de ville.

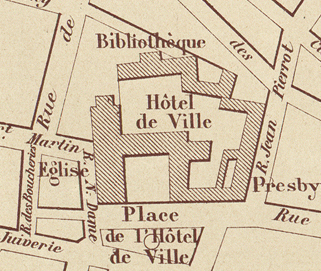
L'église Notre-Dame et la Mairie place Hugues Plomb.

## Hôtel Auban-Moët
Le bâtiment construit en 1858 est agrandi après 1870 par l'architecte Alphonse Gosset est inscrit en 2012 tant pour ses façades et toitures, que pour le décor intérieur du rez-de-chaussée, l'escalier et la cage d'escalier avec ses vitraux, le vestibule de l'étage avec son puits de lumière. Mais aussi les bâtiments des communs qui se trouvent de l'autre côté du jardin . Tous abritent les services municipaux. La mairie qui s'installe ici en 1920 inaugure en 1924 le monument aux morts de la grande guerre, elle est entourée par un jardin vers la gare vers l'avenue de Champagne.

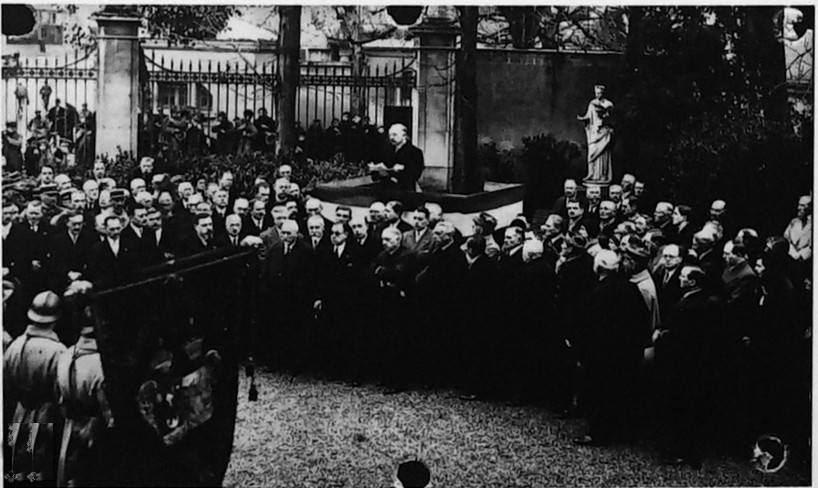
6 juillet 1924.
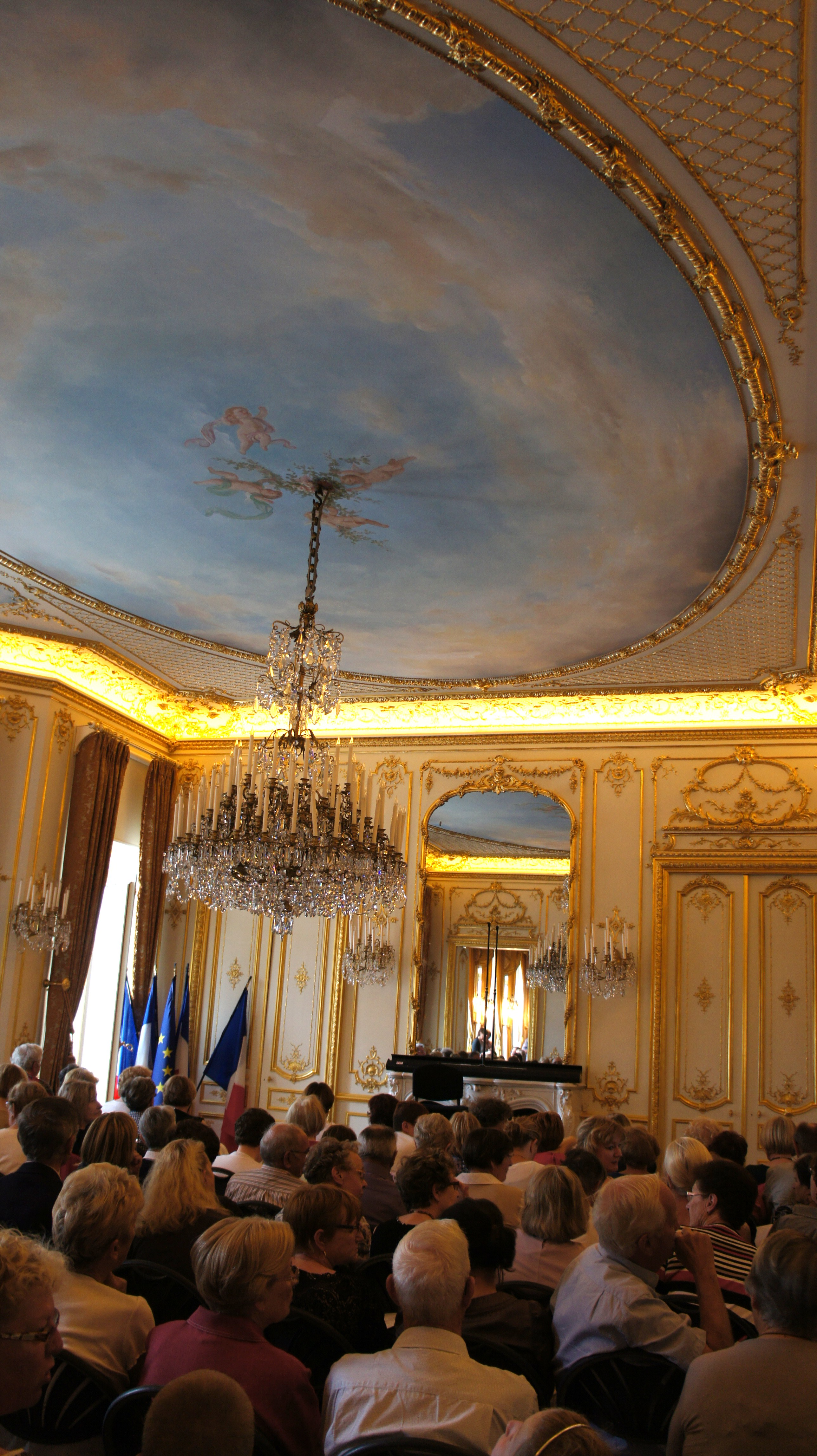
Salon du Conseil.
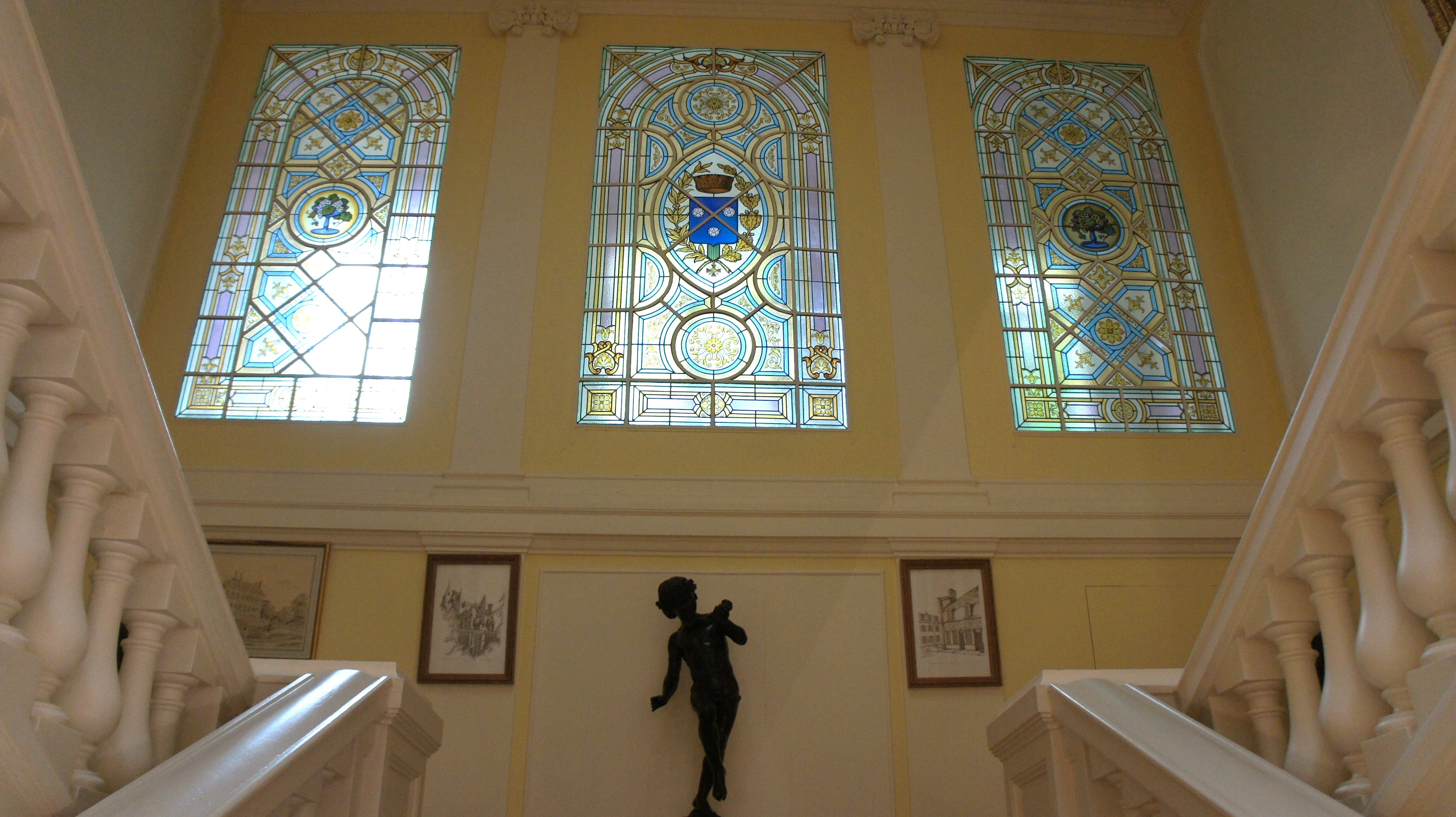
Escalier vers l'étage.
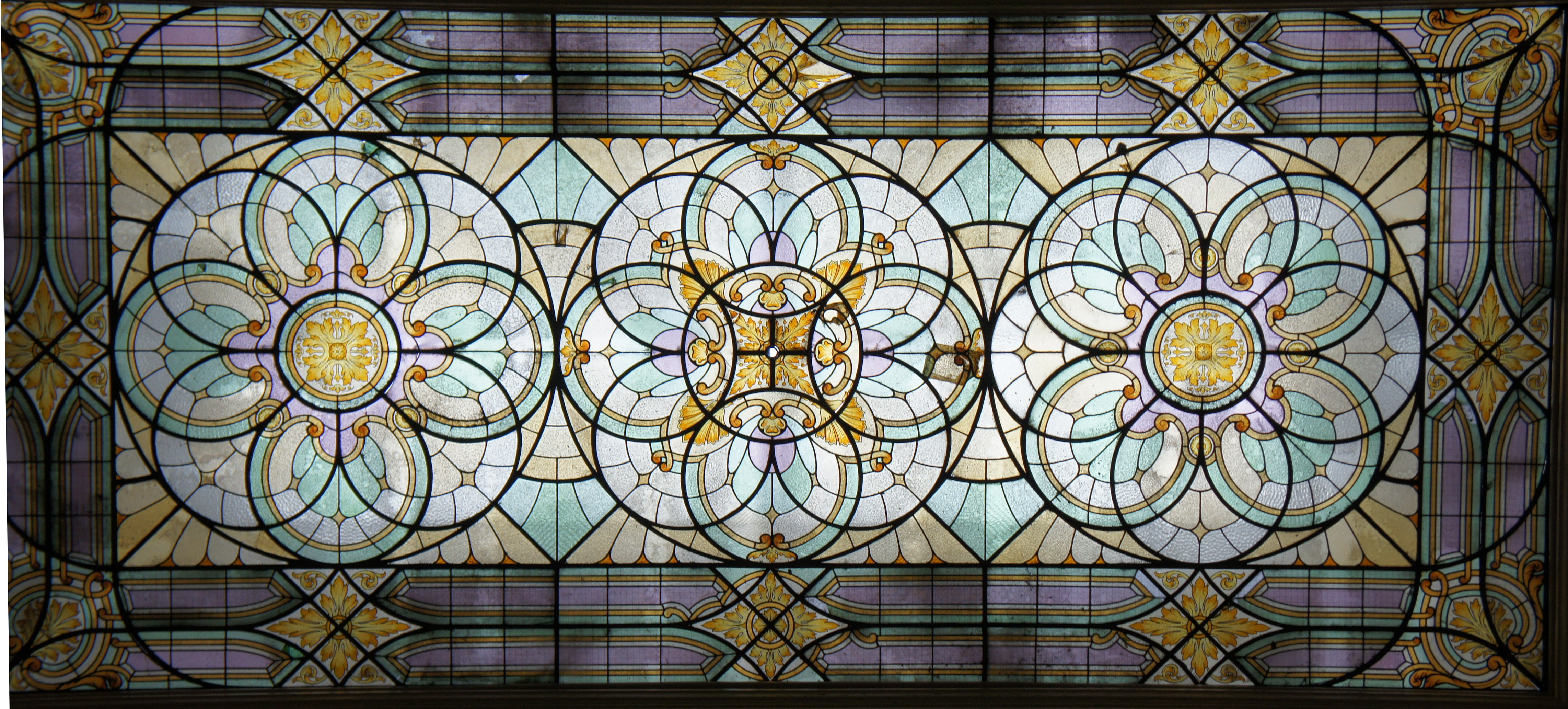
Vitrail du puits de lumière.

## Jardin
Le jardin comprend un kiosque, des sculptures, une rocaille avec un plan d'eau, un parterre à la française, label Jardin remarquable depuis 2012.

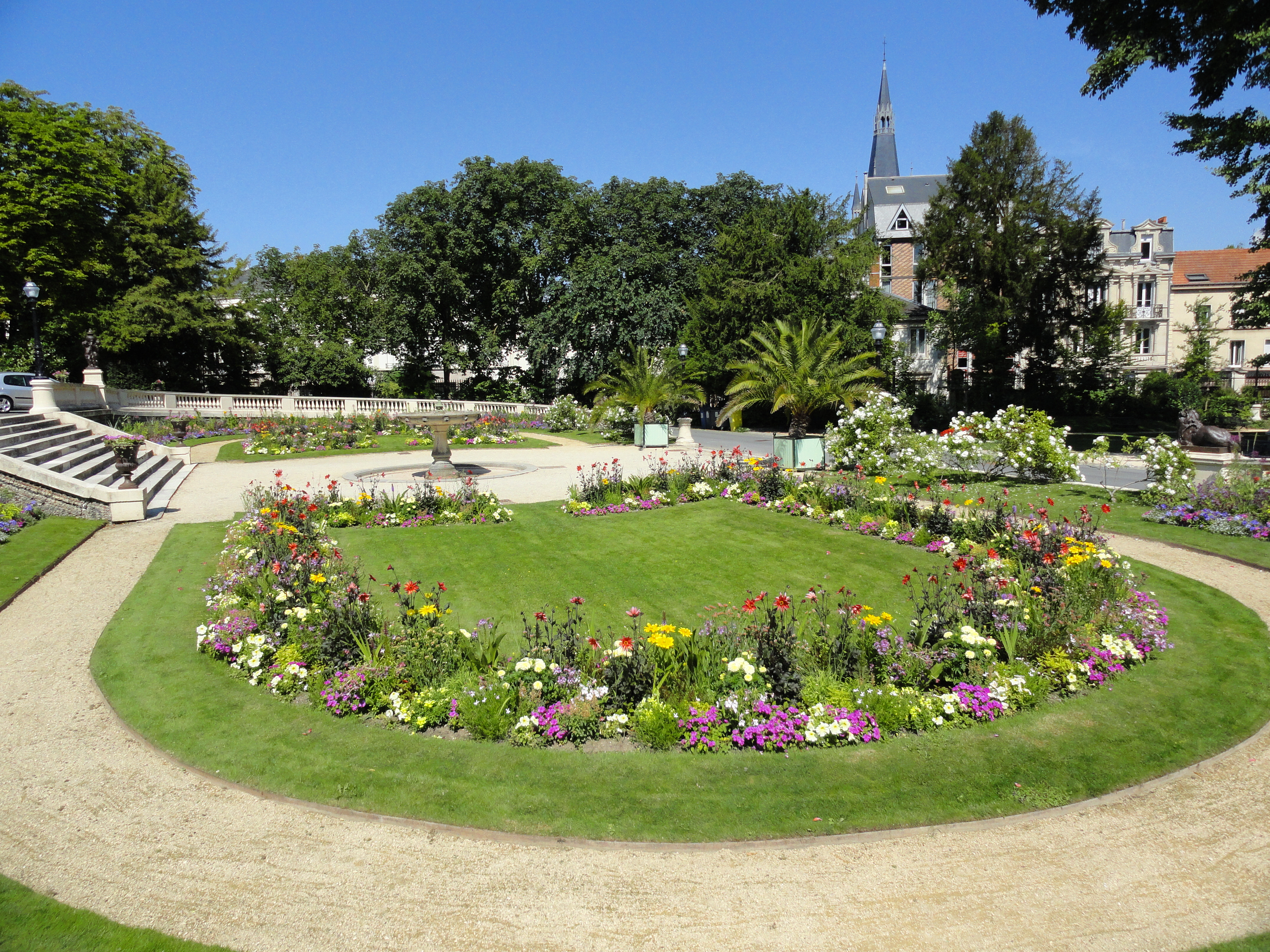
Parterre de fleurs.
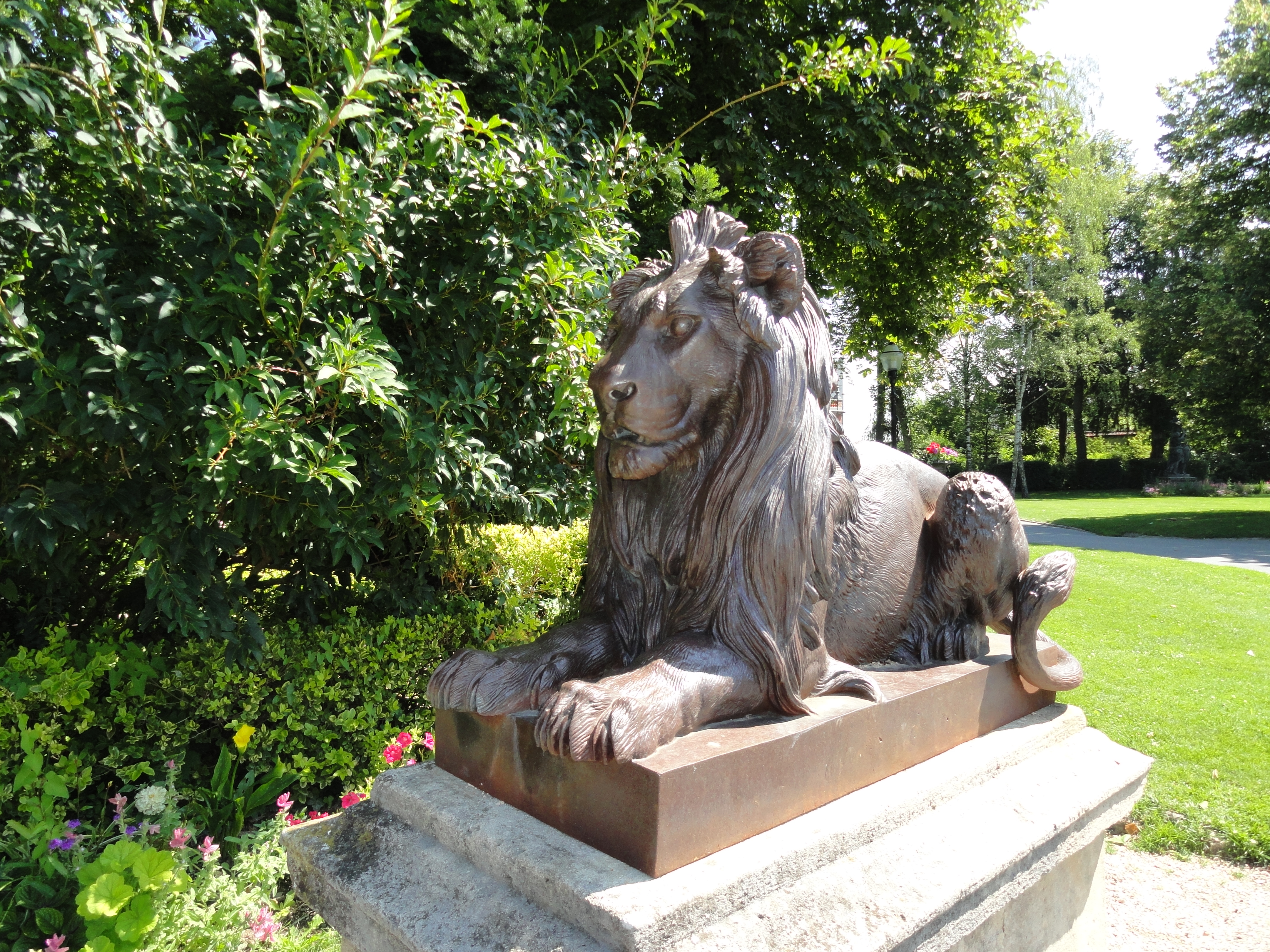
Sculpture.
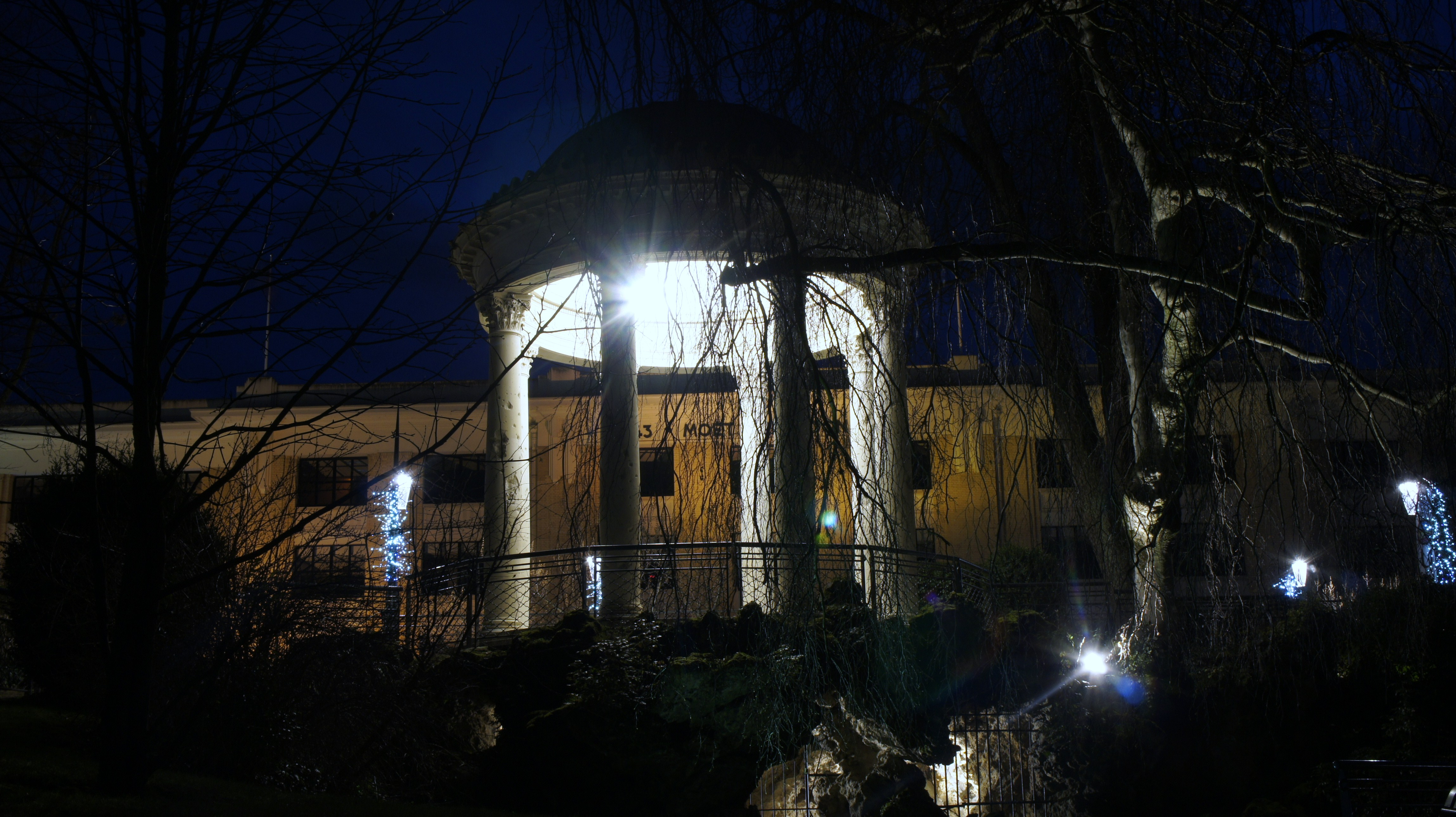
Kiosque.